# Asynapta himalayensis
Asynapta himalayensis är en tvåvingeart som beskrevs av Jaiswal 1989. Asynapta himalayensis ingår i släktet Asynapta och familjen gallmyggor. Inga underarter finns listade i Catalogue of Life.